# Максимов, Андрей Иванович
Андрей Иванович Максимов (род. 26 февраля 1973 года) — главный тренер сборной России по шорт-треку.

## Карьера
С 1988 по 1992 год был членом сборной команды СССР по шорт-треку. Мастер спорта по шорт-треку.
С 1996 по 2010 год работал тренером по шорт-треку в СДЮШОР г. Уфы. В 2000 году закончил Уральскую государственную академию физической культуры по специальности тренер-преподаватель.
С 2011 года — старший тренер сборной команды России по шорт-треку.
С 2016 года — главный  тренер сборной команды России по шорт-треку.
Среди его воспитанников: Эмиль Карнеев, Эльвира Баязитова, Семён Елистратов, Дмитрий Мигунов, Дмитрий Мясников, Тимур Захаров, Алина Емашева.

## Награды
- Медаль ордена «За заслуги перед Отечеством» II степени (29 июня 2018 года) — за успешную подготовку спортсменов, добившихся высоких спортивных достижений на XXIII Олимпийских зимних играх 2018 года в городе Пхенчхане (Республика Корея)[1]